# Famille Bastian
La famille Bastian est une famille de notables originaire de Faucigny, en Savoie.
Cette famille a donné des personnalités dont des chanoines, des notaires, des avocats, dont certains furent châtelains dans le mandement de Faucigny, au XVIIe siècle. Au cours des périodes suivantes, les membres de cette famille ont joué un rôle politique local, notamment pour les villes de Bonneville et de Frangy, aux XVIIIe et XIXe siècles, avec des représentants au Parlement sarde, des syndics ou des maires.

## Histoire
La famille achète durant la période révolutionnaire (1796) le château de Frangy, connu depuis sous le nom de « château Bastian ». Il est restauré en 1867 par Claude-Pie-Amédée Bastian, maire de Frangy.
Claude-François Bastian acquiert, au cours de la période révolutionnaire, des biens nationaux dont de nombreux châteaux, manoirs, maisons bourgeoises ou encore prieurés, le chiffre de 99 a pu être avancé. D'autres membres obtiennent des biens dans la région. Parmi ceux-ci, on peut citer :
- le château de Pelly à Desingy, à la mort du colonel de Pelly en 1869, son petit-neveu Édouard Bastian (1858-1889) en hérite[5] ;
- la maison de ferme, dit château de Châtel (ancien emplacement d'un château des comtes de Genève)[6] ;
- l'ancien prieuré de Chêne-en-Semine devenu château ;
- le château de la Fléchère à Vanzy (près de Frangy)[4] ;
- le château de Lornay à Lornay[7] ;
- la Tour des Pitons au sommet du Salève porte aussi le nom de « tour Bastian. » Elle a été édifiée à la suite d'une commande de Claude-François Bastian-Chaumontet (1764-1838), alors notaire et maire de Frangy et propriétaire de l'alpage dit du Petit-Pomier, entre 1820 et 1830[8].

La branche de Bonneville, en plus de la maison-forte de Peillonnex, nommée "maison Bastian", acquerra le château de la Boëge, un manoir, à La Côte-d'Hyot et les ruines du château de Faucigny, site emblématique des Faucigny.

## Personnalités
Parmi les membres de cette famille, on peut retenir et distinguer les personnalités suivantes :

### Notables et hommes politiques
Trois membres de la famille ont été châtelains de Faucigny : Pierre en 1634-1640, François en 1640-1646 et François en 1648-1653
- François Bastian-Châtrier (? à Peillonnex - 1663)

Notaire de Peillonnex, il est vers 1636 le châtelain et fermier du château de Faucigny », suivant maître Pierre Bastian châtelain de 1634 à 1640. Il reçoit le 19 juin 1640 « l’affermage du château de Faucigny » et le 12 juin 1640 le « mandement pour l'affermage des revenus du Genevois, Faucigny et Beaufort ». Le 14 juillet 1642, les chanoines du prieuré de Peillonnex (Église Notre-Dame-de-l'Assomption) lui ont également cédé à bail la dîme du Prieuré sur « quelques pièces de terres en Faucigny et à Saint-Jean-de-Tholome ».
Il épouse en juillet 1638 à Contamine-sur-Arve, Louise Châtrier (1622-1690), fille du notaire Claude Châtrier, châtelain de Faucigny lui aussi, avec qui il partagea l’affermage.
Son fils (ci-après) est à l'origine de la lignée des notaires et avocats de Bonneville.
- Gaspard Bastian (1653 à Peillonnex - 1727 à Bonneville)

Fils du précédent. Notaire également, il est greffier à la judicature de la province du Faucigny (Bonneville). Il devient bourgeois et procureur, puis avocat au Sénat de Savoie.
Le 28 février 1680, il épouse, en l'église Sainte-Catherine de Bonneville, Angélique Depassier (ou de Passier), fille de Claude Joseph Depassier et sœur du sénateur Gaspard de Passier-Gaillard. La bénédiction nuptiale a été faite par son frère, le chanoine et supérieur de la communauté augustine de Peillonnex, Claude-François Bastian (voir ci-dessous). Veuf, il se remarie en 1690 avec Balthazarde de La Grange (v.1673-1762), fille d’égrège Jean de la Grange, notaire et bourgeois de Taninges et sœur de Joachim de la Grange (1674-1742), avocat puis président au Sénat de Savoie. De ses deux mariages sont issus trois fils, dont Joseph (1694-1773), Joachim (1696-1732), notaire, et Pierre-Joseph (1702-1743) qui fut notaire et châtelain.
- Joseph Bastian (1694 - 1773 à Bonneville)

Fils du précédent. Procureur.
Il est le père de Jacques Prosper Bastian-Presset (1727-1793). Joseph Bastian-Pasquier eut pour frère Joachim Bastian-Duvernay (1696-1732), dont descendra la lignée des Bastian d'Annecy et de Frangy, au travers de son fils François-Marie Bastian-Delavenay (1729-1775), avocat au Sénat de Savoie, son petit-fils Claude-François Bastian dit Chaumontet (1764-1838), notaire et maire de Frangy, et son arrière-petit-fils Claude-Marie Bastian (1799-1872), avocat et maire de Frangy.
- Jacques Prosper Bastian (1727-1793)

Fils du précédent. Sa carrière débute comme substitut avocat fiscal, puis lieutenant juge mage de la province du Faucigny, puis transféré comme juge-mage pour la province de Tarentaise en 1767, pour être à nouveau muté au tribunal à Annecy pour la province du Genevois, en 1776. Quelques années plus tard, en 1787, il obtient, après réclamation, le  titre de sénateur honoraire au Sénat de Savoie,,.
Il épouse, en 1759, Marie Presset, issue d'une famille de notable bonnevilloise. Son père était un avocat fiscal et son oncle, Michel Presset, était juge de paix et conseiller général sous l'Empire. Ils auront onze enfants : dont Joseph Gaspard, Claude-Clément (1773-1856), qui épouse en premières noces la demoiselle Louise Muffat de Saint-Amour, puis Adelaïde de Seyssel.
- François Marie Bastian (1729-1775)

Fils du notaire Joachim Bastian-Duvernay (1696-1732) de Bonneville et frère de Joseph Bastian-Pasquier (1694-1773), né à Bonneville, avocat au Sénat de Savoie et subdélégué à l'intendance du Genevois de Bonneville.
Il épouse, Marie de Lavenay (ou Lavenex, 1739-1788), fille d'un notaire de Frangy, ils auront six enfants dont Claude-François Bastian.
- Joseph Gaspard Bastian (1761 à Bonneville - 1836)

Fils de Jacques Prosper Bastian (1727-1793). Avocat de la province du Faucigny, membre du Sénat de Savoie, puis juge-mage à Bonneville,. En 1812, il est écarté de la magistrature. Il est fait chevalier de l'ordre des Saints-Maurice-et-Lazare.
Il épouse, en 1788, Jacqueline Ducrest, dont il aura deux enfants.
- Claude-François Bastian (1764-1838)

Fils de François Marie Bastian (1729-1775). Notaire et homme politique (maire de Frangy),. Il épouse en 1783 Hélène Chaumontet, fille de François-Marie et petite-fille de Philibert Chaumontet, avocat au Sénat de Savoie. Ils auront sept enfants dont Claude-Marie Bastian (1799-1872).
- François-Marie Bastian (1790-1855)

Né en 1790 à Bonneville et décédé en 1855 à Bonneville. Député libéral élu en avril 1848 à Bonneville, puis Taninges. Son neveu Joseph Jacquier-Châtrier (1811-1876), lui succède.
- Claude-Marie Bastian (1799-1872)

Propriétaire foncier et homme politique (syndic, Député de St-Julien, maire de Frangy, conseiller général de Frangy).
Il s'unit avec Georgine de Pelly, en 1824. Ils ont cinq garçons dont Claude-François (1825-1890).

### Militaires
- Joseph-Marie Bastian-Duboin (1768-1825)

Fils de Jacques Prosper Bastian-Presset (1727-1793), devint major de l’armée sarde et fut élevé en 1822 au grade de chevalier de l’ordre des saints-Maurice-et-Lazare. Il épousa en 1808 dame Suzanne Félicité Duboin (1777-1850), veuve du sieur Henri Blanchamps de Cluse.
- Louis-Prosper Bastian-Dubois (1808-1873)

Fils du précédent épousa dame Eugénie Dubois, parente de l’avocat Joseph Duboin de Bonneville, engendrant six filles et un fils. Comme son père, il fit une carrière d’officier dans l’armée sarde obtenant aussi le grade de major, puis celui de chef de bataillon et enfin de commandant de province (Thonon et Chablais) en 1857 jusqu'au moment de l’annexion par la France en 1860. Louis Prosper Bastian, né le 6 octobre 1808 et mort le 8 janvier 1873 à Bonneville, fut un militaire de carrière, et fut fait chevalier de la Légion d'honneur, en 1863.
- Claude François Bastian (1825-1890)

Fils de Claude-Marie Bastian né à Frangy, fut commandant de gardes mobiles et capitaine. En 1839, il entra à l'école de marine du Piémont-Sardaigne dont il sortit lieutenant nommé au 1er régiment d'infanterie, brigade de Savoie, puis capitaine en 1853. En 1860, il opta pour la nationalité française et de ce fait passa dans l'armée française où il poursuivit sa carrière militaire à Saint-Malo au 103e régiment d'infanterie de ligne puis à Versailles au 96e régiment d'infanterie de ligne, et enfin à Paris au 1er régiment de voltigeurs (1866). Il fut nommé chevalier de la Légion d'honneur en 1864 pour faits de guerre. Il quitta l'armée en 1870. Il est promu officier de la Légion d'honneur lors de la guerre de 1870.
- Gérard-Paul-Léon-Philippe Bastian (1902-1975)

Général de brigade d'infanterie coloniale.

### Religieux
- Claude-François Bastian (1640-1724)

Né à 1640 et mort en 1724 à Peillonnex, fils-aîné du notaire et châtelain de Faucigny François Bastian-Châtrier (....-1663) et frère du notaire et châtelain de Peillonnex Claude-Nicolas Bastian-Garin (1650-1693) et du notaire Gaspard Bastian-Depassier (1653-1727). Voué à la vie religieuse, il entra très tôt, à l’âge de dix ans, au prieuré augustin Notre-Dame de Peillonnex. Après avoir fait sa profession entre les mains du supérieur augustin de Notre-Dame de Sixt, il devint prieur du Chapitre de sept chanoines, de 1672 à son décès en 1724. Sous son impulsion, le Prieuré, qui avait connu un déclin certain, fit preuve, dès lors, d'un vigoureux renouveau. En 1718, monseigneur de Rossillon de Bernex (1696-1734), évêque du diocèse d’Annecy-Genève le considérait comme « le restaurateur du prieuré » et dans le registre des décès de Peillonnex pour l’année 1724, il était désigné comme « réparateur de la communauté des chanoines réguliers de Peillonnex ». On lui doit l'un des plus beaux fonds de chœur baroque de Haute-Savoie, construit à la fin du XVIIe siècle à son initiative dans l'église des augustins de Peillonnex.
- Antoine Bastian (1659-1740)

Frère  du précédent et des notaires Claude Nicolas Bastian-Garin et Gaspard Bastian-Depassier de Peillonnex, né à Peillonex, chanoine et prieur de l'abbaye augustine de Sixt de 1698 à 1740.
- Aymé Joseph Bastian (ca 1680-1741)

Fils de Claude-Nicolas Bastian-Garin (1650-1693), notaire et châtelain de Peillonnex, et neveu du chanoine et prieur de Peillonex Claude-François Bastian (1640-1724). Natif de Bonneville, docteur en droit civil et en droit canonique, il est nommé avocat du Sénat de Savoie le 14 novembre 1704, promoteur du diocèse en 1711, procureur fiscal épiscopal dès 1722, chanoine de 1721 à 1741 du chapitre alors appelé « de la cathédrale de Genève ». Il occupait une place particulière au sein du haut clergé régional comme l’atteste le fait que le 1er février 1722, lorsque Mgr de Rossillon de Bernex voyagea à Turin invité par la cour pour assister au mariage du futur Charles Emmanuel III de Sardaigne, en sa compagnie . Il acheva sa carrière ecclésiastique dès 1727 comme archiprêtre et curé de Viuz-en-Sallaz, siège de la châtellenie du mandement de Thiez, où il reconstruisit en partie à ses frais la cure inaugurée le 17 décembre 1739. Il fut inhumé dans le chœur de l’église de Viuz-en-Sallaz.